# George Pan Cosmatos
Georgios „George“ Pan Cosmatos (* 4. Januar 1941 in Florenz, Italien; † 23. April 2005 in Victoria, Kanada) war ein griechischer Filmregisseur.
Der Hollywood-Regisseur Cosmatos wurde vor allem durch den Film Rambo 2 – Der Auftrag sowie den 1993 mit Kurt Russell und Val Kilmer gedrehten Western Tombstone über die Revolverhelden Doc Holliday und Wyatt Earp bekannt.
Cosmatos’ Vater war ein Kaufmann aus Kefalonia, bereits nach Geburt des Sohnes zog die Familie erst nach Ägypten und dann nach Zypern. George Pan Cosmatos begann seine Filmkarriere als Regieassistent bei Otto Premingers Exodus (1960) und bei Michael Cacoyannis’ Alexis Sorbas (1964).
Sein kommerziell erfolgreichster Film war Rambo 2 – Der Auftrag (1985) mit Sylvester Stallone, für den er eine Goldene Himbeere erhielt. Bei einem Budget von 44 Mio. US-Dollar spielte der Film weltweit über 300 Mio. US-Dollar ein. Ein Jahr später drehte er den Film Die City-Cobra, wieder mit Stallone in der Hauptrolle.
Sein 1989 in Italien entstandener Unterwasser-Horrorfilm Leviathan mit Peter Weller, Amanda Pays und Richard Crenna war sein mit Abstand teuerster und technisch anspruchsvollster Streifen. Designer Ron Cobb (Alien, Conan der Barbar) und Maskenguru Stan Winston zogen alle Register ihres Könnens, doch konnte sich der Film an den Kinokassen gegen James Camerons gleichzeitig entstandenes Konkurrenzprodukt Abyss – Abgrund des Todes nicht durchsetzen.
Nach dem Tod seiner Frau Birgitta Ljungberg im Jahr 1997 zog er sich aus dem Filmgeschäft zurück. 2004 wurde bei ihm Lungenkrebs diagnostiziert, im selben Jahr verlor er bei einer missglückten Operation sein Augenlicht. Cosmatos starb 2005 an seinem Krebsleiden. Sein 1974 in Rom geborener Sohn Panos Cosmatos ist inzwischen selbst als Regisseur tätig. Dessen Debütfilm Beyond the Black Rainbow entstand im Jahr 2010.

## Filmografie
- 1971: Heißkaltes Blut (The Beloved)
- 1973: Rappresaglia – Tödlicher Irrtum (auch: Das Massaker – Der Fall Kappler) (Rappresaglia)
- 1976: Treffpunkt Todesbrücke (The Cassandra Crossing)
- 1979: Flucht nach Athena (Escape to Athena)
- 1983: Unheimliche Begegnung (Of Unknown Origin)
- 1985: Rambo II – Der Auftrag (Rambo: First Blood Part II)
- 1986: Die City-Cobra (Cobra)
- 1989: Leviathan
- 1993: Tombstone
- 1997: Die Verschwörung im Schatten (Shadow Conspiracy)